# Jonathan Moffett
Jonathan Phillip Moffett, detto Sugarfoot (New Orleans, 17 novembre 1954), è un batterista statunitense.

## Biografia
Jonathan Moffett nasce a New Orleans, Louisiana, ed è il terzo figlio di una famiglia di musicisti. I suoi fratelli suonavano la chitarra e il basso, mentre il padre di Jonathan lo incoraggiò a suonare la batteria già dall'età di sei anni, strumento per il quale non studiò mai formalmente musica e che imparò ad orecchio. Gli artisti che più lo hanno influenzato sono Ziggy "Zigaboo" Modeliste, Buddy Rich, Louis Bellson, Billy Cobham, James Brown, Stevie Wonder, Roger Taylor e altri batteristi, per lo più originari di New Orleans. È stato soprannominato Sugarfoot, "piede di zucchero", per l'estrema precisione e velocità che possiede nell'uso della grancassa, componente della batteria che richiede grande resistenza e senso del ritmo.

## Carriera
Moffett inizia a suonare da ragazzo in vari nightclub e insieme ad alcune band regionali, per poi essere scelto come batterista dai The Jackson 5 nel 1979 e successivamente da Lionel Richie. Da quel momento inizierà un sodalizio artistico e umano con Michael Jackson da solista che durerà circa 30 anni fino al This Is It Tour del 2009, mai avvenuto a causa della morte del cantante.
Nel 1985 va in tour con Madonna e negli anni successivi, oltre a continuare la collaborazione con Madonna, partecipa ad altri tour con tanti artisti pop e rock come Elton John, George Michael, Janet Jackson, Jermaine Jackson, Go West, e tanti altri, fra cui anche Vasco Rossi, entrando nella sua band nel 1998 per poi essere sostituito da Kenny Aronoff nel 2001.

## Collaborazioni
- 3T
- Babyface
- Barry Manilow
- Cameo
- Chico DeBarge
- Diana Ross
- David Cassidy
- Edgar Winter
- Elton John
- George Michael
- Go West
- Isaac Hayes
- Janet Jackson
- Jasmine Guy
- Jermaine Jackson
- Jon Gibson
- Julian Lennon
- Kenny G
- La Toya Jackson
- Lindsey Buckingham
- Lionel Richie
- Madonna
- Mark Ronson
- Michael Jackson
- Patti Austin
- Peter Cetera
- Prince (in collaborazione con Madonna)
- Quincy Jones
- Richard Marx
- Rick James
- Siedah Garrett
- Stevie Wonder
- The Jackson 5
- The O'Jays
- Timothy B. Schmit
- Teena Marie
- Tito Jackson
- Vasco Rossi
- Wilson Phillips
- Yarbrough and Peoples